# Dekanat szpetalski
Dekanat szpetalski – jeden z 33 dekanatów rzymskokatolickiej diecezji włocławskiej.
W skład dekanatu wchodzą następujące parafie:
- parafia św. Józefa w Szpetalu Górnym
- parafia św. Anny w Bobrownikach
- parafia św. Jakuba w Chełmicy Dużej
- parafia Podwyższenia Krzyża Świętego w Grochowalsku
- parafia św. Wawrzyńca w Wielgiem
- parafia Nawiedzenia Najświętszej Maryi Panny w Zadusznikach

Dziekan dekanatu szpetalskiego
- ks. kan. Henryk Wysocki - proboszcz parafii w Chełmicy Dużej

Wicedziekan
- ks. kan. Dariusz Fabisiak - proboszcz parafii w Szpetalu Górnym

Ojciec duchowny
- ks. Paweł Żarkowski - proboszcz parafii w Grochowalsku